# 高直
高直（?—?），字惟清，號梅庵，江蘇無錫人。为“碧山吟社”十老之一，逝世时79岁。。著有《社集詩》。

## 诗作
《竹石开社赏牡丹》

白首论交保岁寒，人间富贵等闲看。
斯文结社能追洛，稽古成名岂慕桓。
青帝欲归犹驻驾，彩云将堕乱遮阑。
一时乐事应无价，且尽樽前半日欢。

《正月二十五日修敬吟社宴集次韵》

池亭面面绕朱栏，每月探泉到碧山。
乐事还寻诸老共，浮生能得几时闲。
行厨送馔来花外，啼鸟催诗出树间。
扶醉登舟天已暮，月明湖上放歌还。